# Собор Святой Девы Марии (Дамаск)
Собор Святой Девы Марии (араб. الكنيسة المريمية‎), — православный кафедральный собор в Дамаске (Сирия). Собор расположен на территории старого города в христианском квартале Баб Тума. Старейший православный храм в Дамаске.

## История
Во II веке в Дамаске построили два православных храма: церковь Иоанна Крестителя и церковь Святой Девы Марии. После того, как в 706 году здание церкви Иоанна Крестителя было разрушено, церковь Девы Марии стала главным христианским храмом Дамаска.
В 1860 году в результате погрома всё соборное подворье и христианский квартал были уничтожены. Через три года собор был восстановлен патриархом Иерофеем на средства, предоставленные правительством и помощью из России.
С 1959 года на территории собора расположена резиденция патриарха Антиохийского.
В период гражданской войны в Сирии в районе собора был совершен теракт против граждан, проходящих лечение в благотворительном центре.

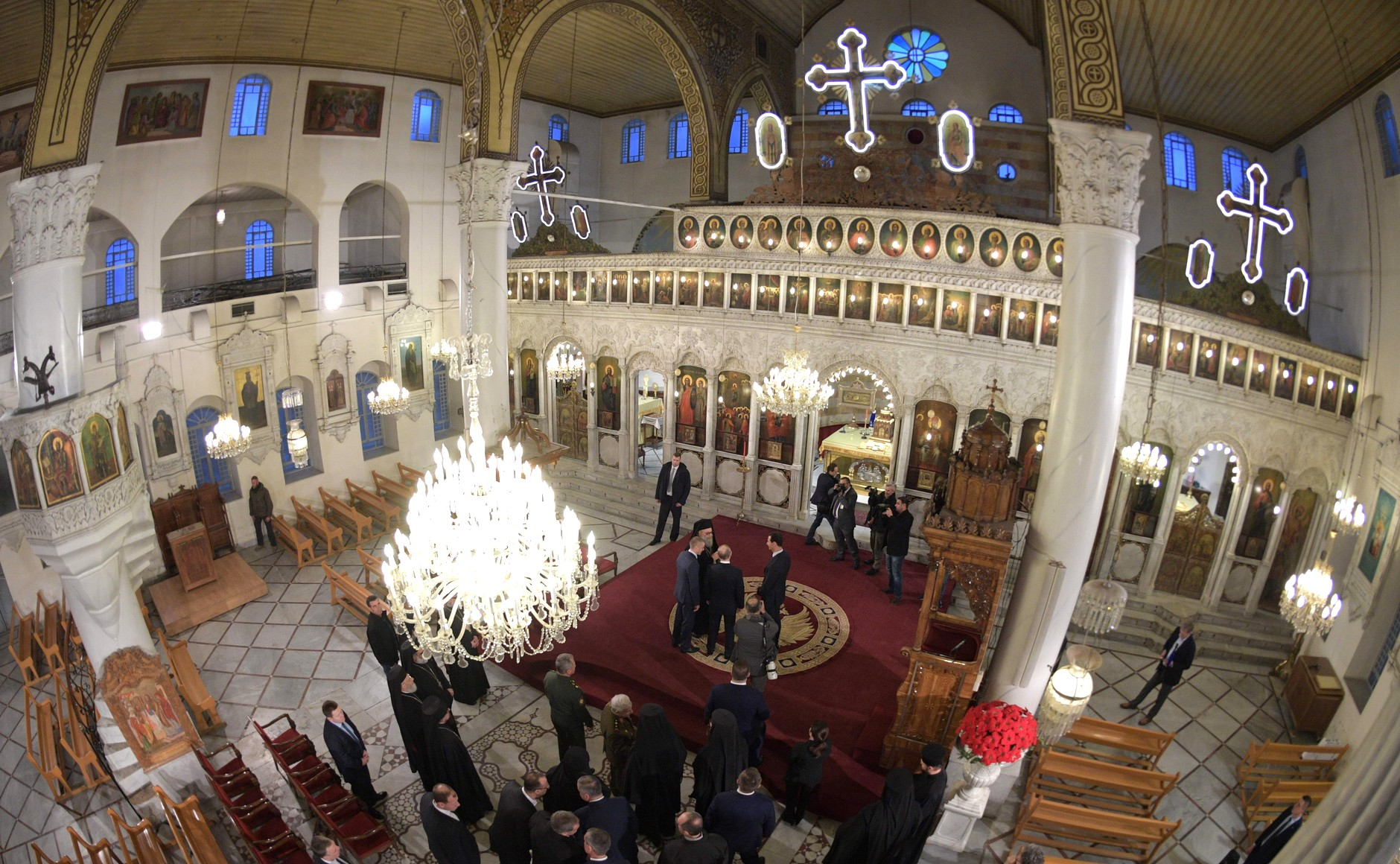
Внутреннее убранство и алтарная преграда собора. Фотография сделана 7 января 2020 года во время визита президента России Владимира Путина в Дамаск